# Jewgienija Subbotina
Jewgienija Subbotina (ur. 30 października 1989) – rosyjska lekkoatletka.
Na mistrzostwach Europy dla zawodników do lat 23 zdobyła wraz z koleżankami z reprezentacji złoty medal w biegu rozstawnym 4 x 400 metrów. 
Rekordy życiowe: bieg na 400 metrów (stadion) – 52,52 (25 czerwca 2011, Yerino); bieg na 800 metrów: stadion – 2:01,71 (3 lipca 2014, Moskwa), hala – 2:09,1 (16 stycznia 2011, Czelabińsk).  

## Osiągnięcia
| Rok  | Impreza                        | Miejsce | Konkurencja        | Lokata     | Wynik   |
| ---- | ------------------------------ | ------- | ------------------ | ---------- | ------- |
| 2011 | Młodzieżowe mistrzostwa Europy | Ostrawa | sztafeta 4 x 400 m | 1. miejsce | 3:27,72 |
| 2015 | Mistrzostwa świata             | Pekin   | bieg na 800 m      | eliminacje | 2:01,50 |